# Íñigo de Ayala

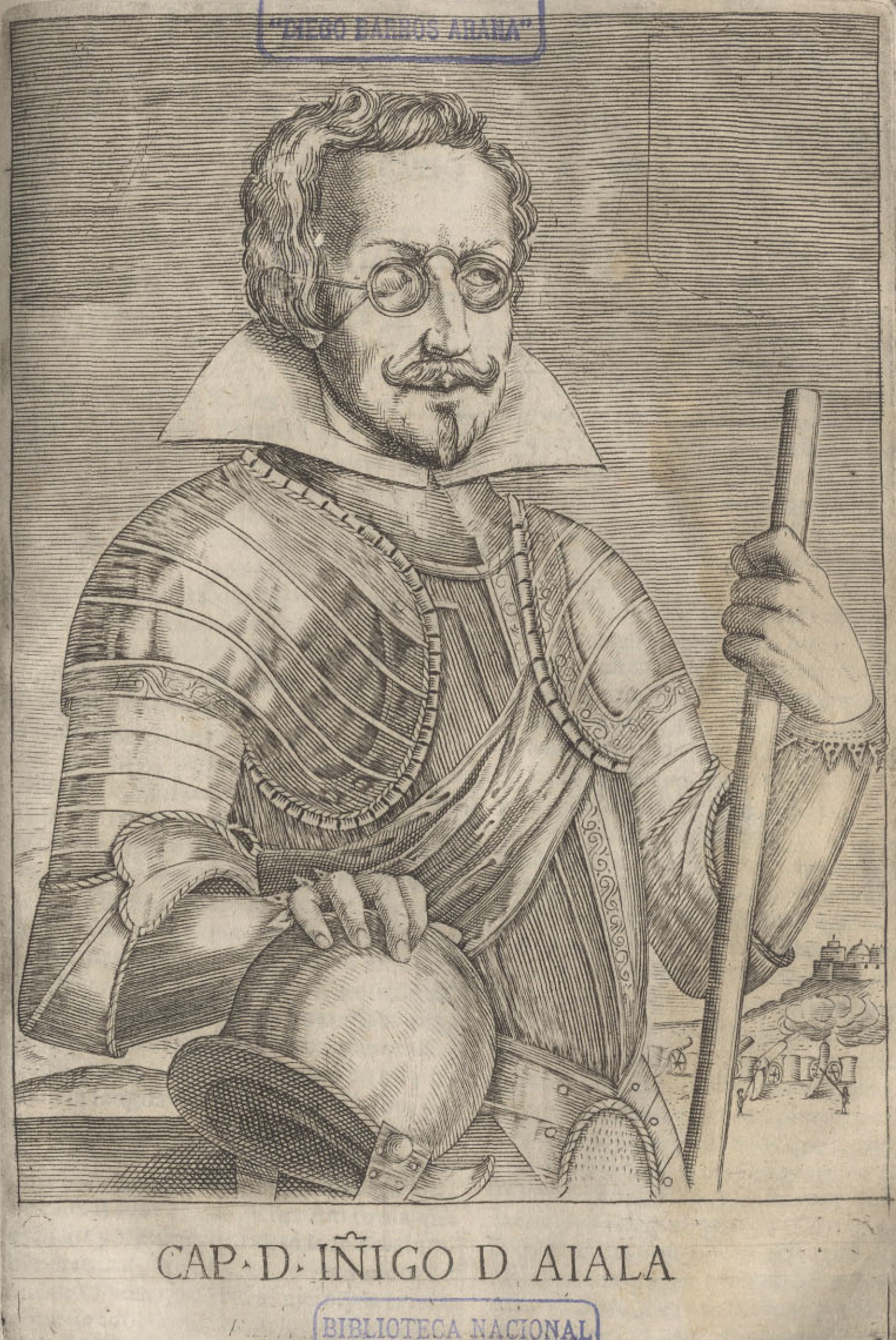
Íñigo de Ayala.

Íñigo de Ayala(¿? -desaparecido en el Estrecho de Magallanes, 1623); militar español que ejerció como maestre de campo de la frontera mapuche y fue responsabilizado en 1620 de haber envenenado al gobernador de Chile, Lope de Ulloa y Lemos. 

## Biografía
En 1608 fue nombrado en Lima alférez de la compañía de infantería encargada de proteger el tesoro de Tierra Firme.
En 1610 se le comisionó idéntica tarea respecto de la conducción del Real Situado a Chile. Allí se le ascendió a capitán de infantería y, al año siguiente, fue nombrado capitán de la caballería ligera de Arauco y Tucapel.
En 1614 fue designado jefe del castillo de Arauco.

## Acusación de envenenamiento de Lope de Ulloa
En 1620 fue acusado por el gobernador interino, Cristóbal de la Cerda y Sotomayor, en un complot para asesinar al gobernador Lope de Ulloa, junto a la viuda del fallecido, Francisca de Cobo y Lucero. Ulloa, poco antes de morir, había comisionado a Ayala argumentar en la corte española a favor de la llamada guerra defensiva y organizar en España un contingente de refuerzo, confiándole un caudal de 30 000 pesos del Real Situado con ese fin. 
Ayala, de paso por Lima, habría comentado que el gobernador moriría pronto. Las investigaciones de Cerda y Sotomayor sobre el supuesto envenenamiento no concluyeron. En tanto, Íñigo de Ayala intentaba sin éxito, en la corte, ser nombrado sucesor titular de Ulloa. En 1623, viajando a Chile como jefe militar de una expedición con un contingente de tropa de auxilio, su barco (junto a otro de un convoy de tres) se perdió durante una tormenta en el área del Estrecho de Magallanes. Algunos autores coloniales asociaron este suceso con la supuesta existencia de la Ciudad de los Césares. 
- Datos: Q6174564